# جاسم الخراز
جاسم الخراز مؤلف  وممثل  إماراتي حاصل علي بكالوريوس الاتصال الجماهيري خريج جامعة الإمارات العربية المتحدة كلية العلوم الإنسانية والاجتماعية.   

## أعماله

### المسلسلات التلفزيونية
- مفتاح القفل 2020 [7]

- ص.ب 1003 - 2019 [8]

- الماجدي بن الظاهر 2018
- طماشة ج6 2017
- مكان في القلب 2016 [9]
- عام الجمر 2015
- لو إني أعرف خاتمتي 2015
- أوراق من الماضي 2014
- يا من هواه 2013
- ريح الشمال 2012 (جزئين)
- أمواج هادئه 2005

### في السينما
- ضوء دامس 2012
- عرس الدم 2006

### في التأليف
- وديمة وحليمة 2013-2014 (جزئين)
- على قد الحال 2017
- بطران عايش يومه 2018
- مفتاح القفل 2020

## الجوائز والتكريم
- حاصل على جائزة أحسن ممثل في المهرجان الدولي للمسرح الجامعي بتونس عام 2003
- حاصل على جائزة لجنة التحكيم التقديرية الخاصة لمهرجان مسرح الطفل بالشارقة عام 2007 فبراير 24